# Fennellomyces gigacellularis
Fennellomyces gigacellularis är en svampart som beskrevs av J.H. Mirza, S.M. Khan, S. Begum & Shagufta 1979. Fennellomyces gigacellularis ingår i släktet Fennellomyces och familjen Syncephalastraceae.   Inga underarter finns listade i Catalogue of Life.